# Metionină
Metionina (prescurtată Met sau M) este un α-aminoacid alifatic cu formula chimică HO2CCH(NH2)CH2CH2SCH3. Este un aminoacid esențial pentru toate animalele, și are în compoziția sa și elementul sulf. 
Acest aminoacid este un intermediar în sinteza fosfolipidelor.